# Salvia
- Commons
- Wikispecies

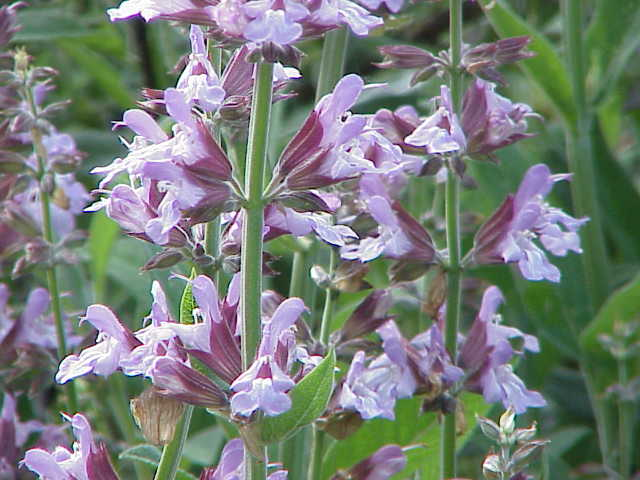
Salvia officinalis.

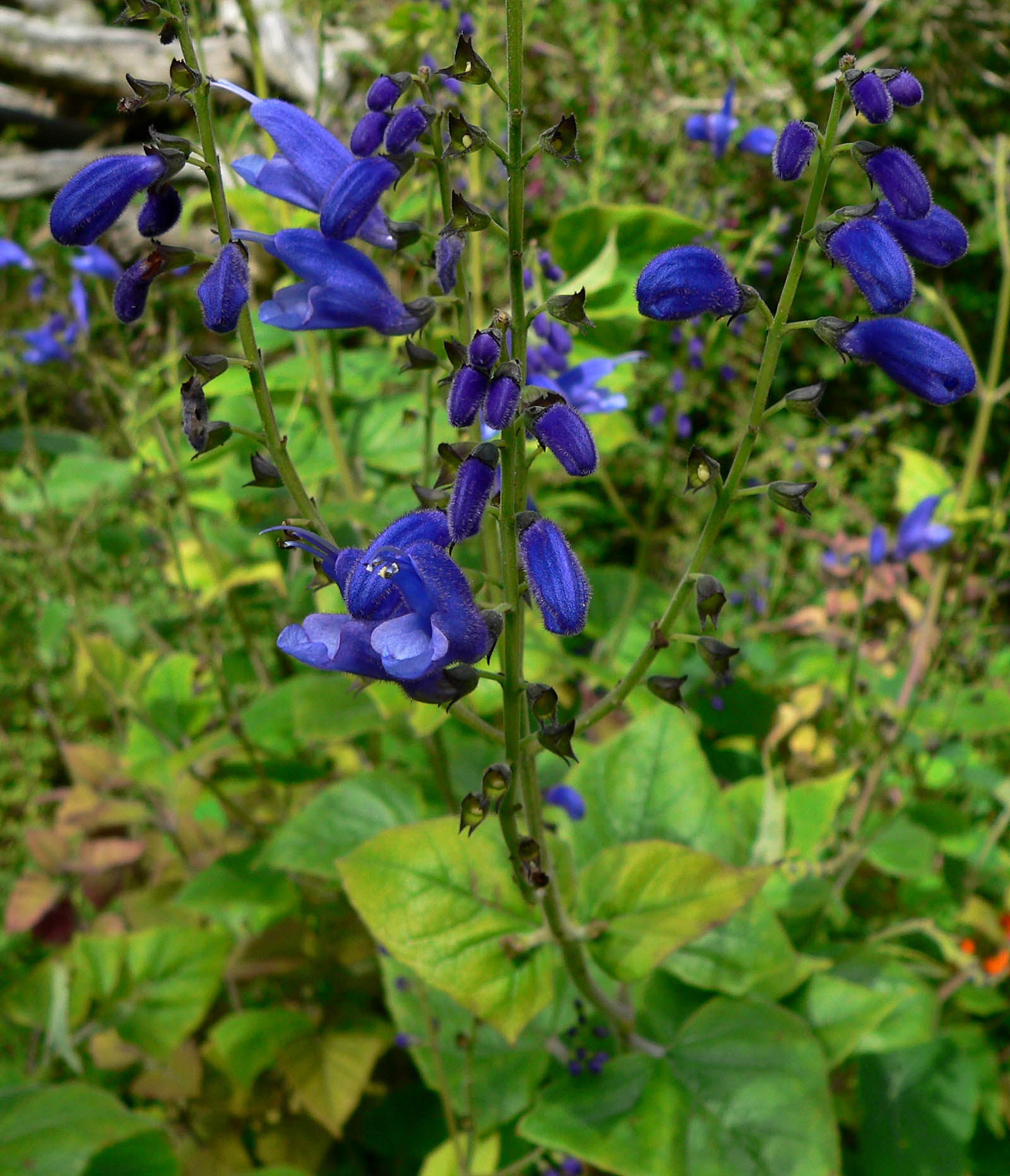
Salvia cacaliaefolia.

Salvia L. é um género botânico da família Lamiaceae, conhecidas como Salva em Portugal e Sálvia no Brasil. Quando nada mais é especificado, parte-se do princípio de que se está a falar de Sálvia-comum.
Este género inclui arbustos, plantas perenes e anuais. São usadas como condimento, erva medicinal e como plantas ornamentais.
Como uso medicinal, pode ajudar no tratamento do sistema nervoso central atuando como calmante, ajudando a manter o equilíbrio mesmo nos dias mais difíceis.
São encontradas em diversas formas, dentre elas doces, balas e afins:

## Sinonímia
| - Arischrada Pobed. - Audibertia Benth. - Audibertiella Briq. - Fenixanthes Raf. | - Polakia Stapf - Pycnosphace Rydb. - Ramona Greene - Salviastrum Scheele | - Schraderia Medik. - Zappania Scop. |

A salvia tem contraindicaçoes

## Espécies
| - Salvia aethiopis L. - Salvia amissa Epling - Salvia apiana Jepson - Salvia argentea L. - Salvia arizonica Gray - Salvia azurea Michx. - Salvia ballotiflora Benth. - Salvia X bernardina Parish - Salvia blogdettii Chapm. - Salvia brandegeei Munz - Salvia carduacea Benth. - Salvia chapmanii Gray - Salvia clevelandii Greene - Salvia coccinea P.J. Buchoz - Salvia columbariae Benth. - Salvia davidsonii Greenm. - Salvia divinorum Epling & Jativa - Salvia dolichantha Whitehouse - Salvia dorrii Abrams - Salvia elegans Vahl - Salvia engelmannii Gray - Salvia eremostachya Jepson - Salvia farinacea Benth. - Salvia fruticosa Mill. - Salvia funerea M.E. Jones - Salvia glutinosa L. - Salvia greatae Brandeg. - Salvia greggii Gray - Salvia henryi Gray - Salvia hispanica L. - Salvia lemmonii Gray - Salvia leptophylla Benth. - Salvia leucophylla Greene - Salvia longistyla Benth. - Salvia lycioides Gray - Salvia lyrata L. - Salvia mellifera Greene | - Salvia micrantha Vahl - Salvia microphylla Benth. - Salvia misella Kunth - Salvia mohavensis Greene - Salvia munzii Epling - Salvia nemorosa L. - Salvia nutans L. - Salvia occidentalis Sw. - Salvia officinalis L. (Salvia-comum) - Salvia pachyphylla Epling - Salvia X palmeri Gray - Salvia parryi Gray - S. penstemonoides Kunth & Bouché - Salvia pinguifolia Woot. & Standl. - Salvia potus Epling - Salvia pratensis L. - Salvia reflexa Hornem. - Salvia regla Cav. - Salvia riparia Kunth - Salvia roemeriana Scheele - Salvia sclarea L. (Salvia-esclareia) - Salvia serotina L. - Salvia somalensis Vatke - Salvia sonomensis Greene - Salvia spathacea Greene - Salvia splendens Sellow - Salvia subincisa Benth. - Salvia summa A. Nels. - Salvia X superba Stapf - Salvia X sylvestris L. - Salvia texana Torr. - Salvia thomasiana Urban - Salvia tiliifolia Vahl - Salvia urticifolia L. - Salvia vaseyi Parish - Salvia verbenacea L. - Salvia verticillata L. - Salvia vinacea Woot. & Standl. |

- «Lista completa»

## Classificação do gênero
| Sistema | Classificação                    | Referência               |
| ------- | -------------------------------- | ------------------------ |
| Linné   | Classe Diandria, ordem Monogynia | Species plantarum (1753) |